# Cristian Balint
Cristian Balint (n. 11 iunie 1978, Hunedoara, România) este un actor și voice-over român. 
Este cunoscut în filmele: They're Watching (2016), Carne de iepure (2015) și Visul lui Adalbert (2011).

## Filmografie
- Lasă-mă să trec (2006)
- Bric-Brac (2008) - director de imagine
- Doctori de mame (2008) - Doru Zainea
- Feng Shui (2008)
- Aniela (2009) - Ghiță
- Piscine, Germania (2009)
- Visul lui Adalbert (2011) - Margarină
- Carne de iepure (2015)
- They're Watching (2016)

## Dublaj
- Peter Rabbit - Thomas McGregor
- Beyblade - Ginka Hagane (Cartoon Network)
- Misterele casei Anubis - Eddie Miller/Edison Sweet
- Clubul Monster Buster (Jetix)
- Ciudații mei părinți (Disney Channel/Nickleodon)
- Orășelul leneș - Sportacus (Jetix/Disney Channel)
- Manny Iscusitul - alte voci (Disney Junior)
- O poveste încâlcită
- Galactik football - Aarch (Jetix)
- Hannah Montana - Cooper (Jetix/Disney Channel)
- H2O - Adaugă apă - Ash (Jetix/Disney Channel)
- Violetta - (Disney Channel)
- Sonny și steluța ei norocoasă - Gilroy Smith (Disney Channel)
- Naruto - Lee, Kankuro, Orochimaru, Tazuna, Kimimmaro, Mizuki, Genzo, Yoroi, Aoi, Gato